# The Complete on the Corner Sessions
Paru chez Sony/Columbia en 2007, The Complete On the Corner Sessions est un coffret regroupant l'intégralité des sessions studio enregistrés par Miles Davis de 1972 à 1974.

## Historique
Douze plages sont totalement inédites et cinq sont pour la première fois éditées dans leur totalité. Le reste des plages est paru à l'origine dans les albums On the Corner, Big Fun et Get Up With It.
Le coffret documente la période artistique de Miles Davis la plus controversée et peut-être aussi la plus révolutionnaire.
Inspirés par le Funk de Sly Stone, les théories musicales de Karlheinz Stockhausen et le free les titres sont souvent de longues jams basées sur des motifs rythmiques répétitifs.
Les guitaristes Pete Cosey et Reggie Lucas, les rythmiciens Michael Henderson, Al Foster et Mtume et les saxophonistes Dave Liebman et Carlos Garnett apportent leur contribution à cette musique surprenante.
C'est le huitième et dernier volume des "intégrales de Miles Davis chez Columbia".

## Liste des titres

### Disque 1 (Juin 1972)
1. On The Corner (version inédite) 19:25
2. On The Corner (take 4) 5:15
3. One And One (version inédite) 17:55
4. Helen Butte/Mr. Freedom X (version inédite) 23:19
5. Jabali 11:04

### Disque 2 (Juin - Nov. 1972)
1. Ife 21:33
2. Chieftain 14:37
3. Rated X 6:50
4. Turnaround 17:16
5. U-Turnaround 8:27

### Disque 3 (Déc. 1972 - Sept. 1973)
1. Billy Preston 12:33
2. The Hen 12:55
3. Big Fun/Holly-wuud (take 2) 6:32
4. Big Fun/Holly-wuud (take 3) 7:07
5. Peace 7:01
6. Mr. Foster 15:14

### Disque 4 (Sept. 1973 - Juin 1974)
1. Calypso Frelimo 32:04
2. He Loved Him Madly 32:13

### Disque 5 (Oct. 1974 - Mai 1975)
1. Maiysha 14:51
2. Mtume 15:08
3. Mtume (take 11) 6:51
4. Hip-Skip 18:59
5. What They Do 11:44
6. Minnie 3:53

### Disque 6 (Mars 1972 - Juillet 1973)
1. Red China Blues 4:06
2. On The Corner/New York Girl/Thinkin' Of One Thing And Doin' Another/Vote For Miles 19:54
3. Black Satin 5:15
4. One And One 6:09
5. Helen Butte/Mr. Freedom X 23:14
6. Big Fun 2:32
7. Holly-wuud 2:54

## Musiciens

### Par années
1972
- Miles Davis - trompette électrique, orgue
- Cedric Lawson - piano électrique
- Reggie Lucas - guitare électrique
- Khalil Balakrishna - sitar électrique
- Michael Henderson - basse
- Al Foster - batterie
- James Mtume Foreman - percussions
- Badal Roy - tabla
- Sonny Fortune - flûte
- Carlos Garnett - saxophone soprano

1973
- Miles Davis - trompette électrique, orgue, piano électrique
- Dave Liebman - flûte
- John Stubblefield - saxophone soprano
- Pete Cosey - guitare électrique
- Reggie Lucas - guitare électrique
- Michael Henderson - basse
- Al Foster - batterie
- James Mtume Foreman - percussions

1974
- Miles Davis - trompette électrique, orgue
- Dave Liebman - soprano saxophone, flûte
- Sonny Fortune - flûte
- Pete Cosey - guitare électrique
- Reggie Lucas - guitare électrique
- Dominique Gaumont - guitare électrique
- Michael Henderson - basse
- Al Foster - batterie
- James Mtume Foreman - percussions

### Par titres
"Ife" & "Jabali" (12 juin 1972 - Columbia Studio E)
- Miles Davis - trompette électrique
- Sonny Fortune - soprano saxophone, flûte
- Bennie Maupin - clarinette, flûte
- Carlos Garnett - saxophone soprano
- Lonnie Smith - piano
- Harold I. Williams, Jr. - piano
- Michael Henderson - contrebasse
- Al Foster - batterie
- Billy Hart - batterie
- Badal Roy - tabla
- James Mtume - percussions africaines

"Rated X" (6 septembre 1972 - Columbia Studio E)
- Miles Davis - trompette électrique
- Cedric Lawson – piano électrique Fender Rhodes
- Reggie Lucas - guitare électrique
- Khalil Balakrishna - sitar électrique
- Michael Henderson - basse
- Al Foster - batterie
- James Mtume Foreman - percussions
- Badal Roy - tabla

"Billy Preston" (8 décembre 1972 - Columbia Studio E)
- Miles Davis - - trompette électrique
- Carlos Garnett - soprano saxophone
- Cedric Lawson – piano électrique Fender Rhodes
- Reggie Lucas - guitare électrique
- Khalil Balakrishna - sitar électrique
- Michael Henderson - basse
- Al Foster - batterie
- James Mtume Foreman - percussions
- Badal Roy - tabla

"Calypso Frelimo" (17 September 1973 - Columbia Studio E)
- Miles Davis - trompette électrique, orgue, piano électrique
- Dave Liebman - flûte
- John Stubblefield - soprano saxophone
- Pete Cosey - guitare électrique
- Reggie Lucas - guitare électrique
- Michael Henderson - basse
- Al Foster - batterie
- James Mtume Foreman - percussions

"Calypso Frelimo" (17 septembre 1973 - Columbia Studio E)
- Miles Davis - trompette électrique, orgue, piano électrique
- Dave Liebman - flûte soprano
- Pete Cosey - guitare électrique
- Reggie Lucas - guitare électrique
- Michael Henderson - basse
- Al Foster - batterie
- James Mtume Foreman - percussions

"He Loved Him Madly" (19 et 20 juin 1974 - Columbia Studio E)
- Miles Davis - trompette électrique, orgue
- Dave Liebman - saxophone soprano, flûte
- Pete Cosey - guitare électrique
- Reggie Lucas - guitare électrique
- Dominique Gaumont - guitare électrique
- Michael Henderson - basse
- Al Foster - batterie
- James Mtume Foreman - percussions

"Mtume" (7 octobre 1974 - Columbia Studio E)
- Miles Davis - trompette électrique, orgue
- Sonny Fortune - flûte
- Pete Cosey - guitare électrique
- Reggie Lucas - guitare électrique
- Michael Henderson - basse
- Al Foster - batterie
- James Mtume Foreman - percussions

"Maiysha" (7 octobre 1974 - Columbia Studio E)
- Miles Davis - trompette électrique, orgue
- Sonny Fortune - flûte
- Pete Cosey - guitare électrique
- Reggie Lucas - guitare électrique
- Dominique Gaumont - guitare électrique
- Michael Henderson - basse
- Al Foster - batterie
- James Mtume Foreman - percussions